# هلگا آندرس
هلگا آندرس (انگلیسی: Helga Anders; ۱۱ ژانویهٔ ۱۹۴۸ – ۳۰ مارس ۱۹۸۶) یک هنرپیشه، و صدا پیشه اهل آلمان بود.